# Toyota bB
 (février 2021).
Si vous disposez d'ouvrages ou d'articles de référence ou si vous connaissez des sites web de qualité traitant du thème abordé ici, merci de compléter l'article en donnant les références utiles à sa vérifiabilité et en les liant à la section « Notes et références ».
La Toyota bB est une petite voiture fabriquée par le constructeur japonais Toyota.

## Première génération (2000 - 2005)
La première génération de bB est lancée au Japon en février 2000.
Elle ne remplace alors aucun modèle dans la gamme et s'ajoute aux autres Toyota déjà existantes.
Il s'agit d'une petite 5 portes, rivale de la première Nissan Cube sur le marché japonais.
Modèle culte, joli succès dans son pays, la bB a, à partir de 2004, été proposée aux États-Unis sous l'appellation Scion xB.

## Deuxième génération (2005 - 2016)
La bB de deuxième génération est lancée en janvier 2006 au Japon. Sa carrière sera en fait nettement moins brillante que celle de sa devancière. Elle s'offrira en revanche une carrière sous plusieurs labels : elle est également vendue sous le nom Daihatsu Coo, et devient Daihatsu Materia en Europe. Depuis octobre 2008, elle est également diffusée au Japon sous l'appellation Subaru Dex. En revanche, elle disparaît de la gamme américaine Scion.
C'est le constructeur Daihatsu, détenu à 51,19 % par Toyota, qui produit les bB, Materia, Coo et Dex.